# Divadlo Miriam
Divadlo Miriam je divadelní sál v Praze-Strašnicích, vzniklý v roce 1995 přestavbou někdejší farní kaple. Sál pojme až sto diváků. Budova patří Římskokatolické farnosti u kostela Neposkvrněného Početí Panny Marie.

## Dějiny divadla

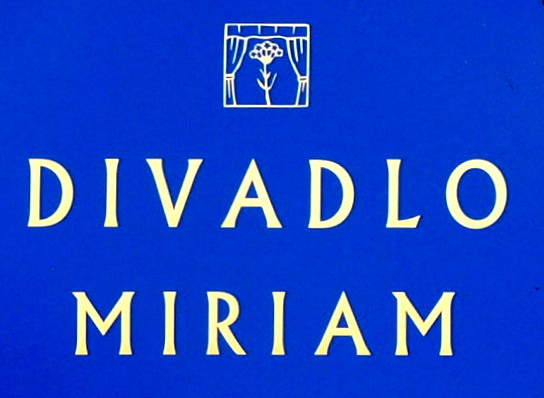
Logo divadla

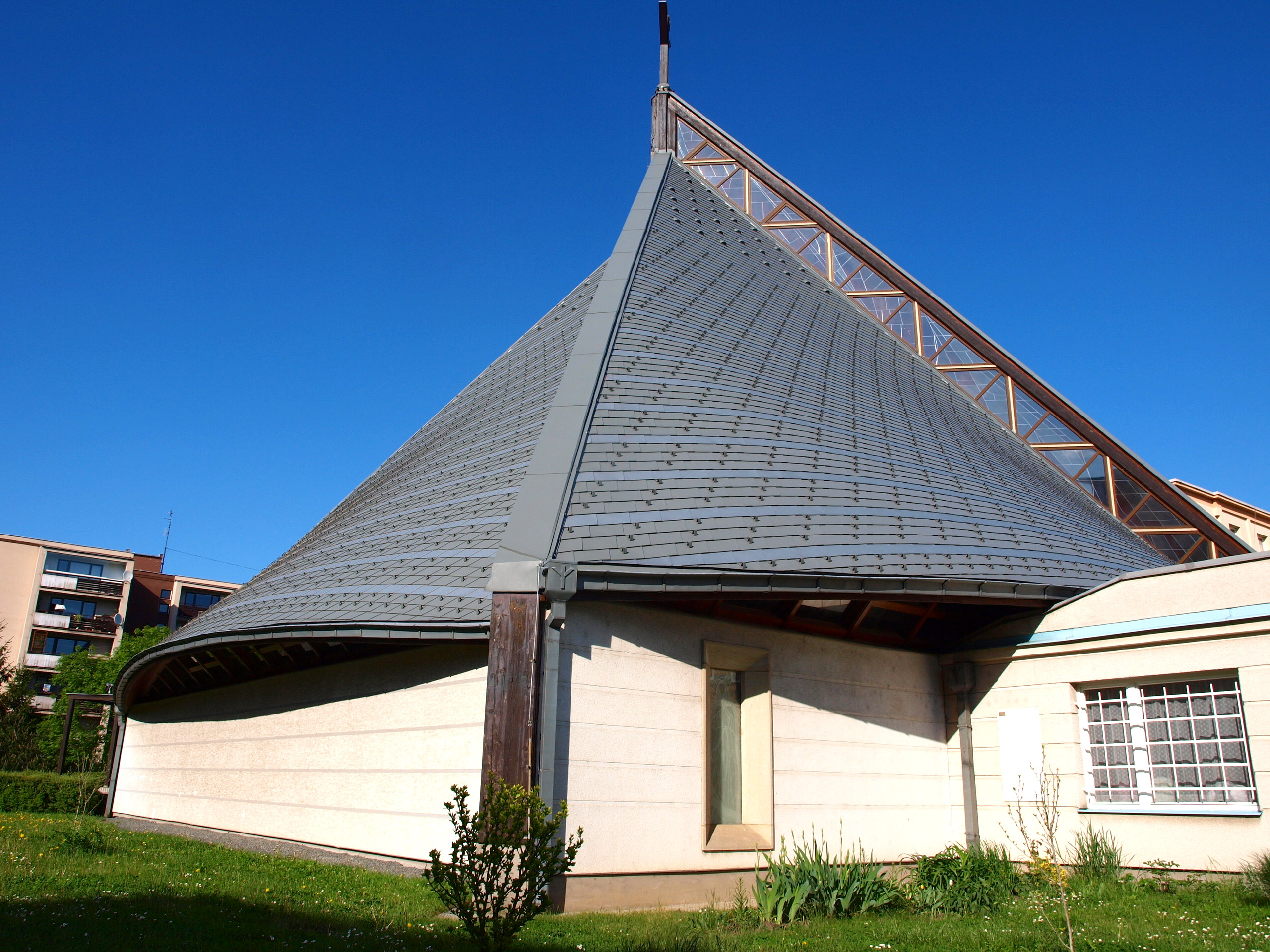
Kostel Neposkvrněného početí Panny Marie ve Strašnicích, k němuž fara náleží

Budova strašnické farní budovy byla postavena v roce 1930. V přízemí byla prozatímní kaple, kde probíhaly bohoslužby tehdy nově zřízené strašnické katolické farnosti. Poté, co byl v letech 1992–1994 naproti vybudován nový kostel Neposkvrněného početí Panny Marie, byl prostor kaple upraven na víceúčelový společenský sál, který je vhodný zejména pro divadelní představení. Kromě divadelních představení se tu konají i jiné společenské akce.
Po provedených stavebních úpravách již není původní účel na první pohled patrný: bylo vybudováno jeviště, k dispozici jsou reflektory a zvuková technika. Přestavba a vybavení byly spolufinancovány z příspěvku od městské části Praha 10 a pražského magistrátu.

## Spolek Petrklíč
Od roku 2000 divadlo využívala především profesionální společnost „Petrklíč“, jejíž jádro tvořilo přibližně deset umělců. Tento spolek pražských a kladenských herců vznikl v roce 1989, ale neměl vlastní stálou scénu a svá představení hrál na různých místech. Jedním z těchto míst byla právě budova patřící strašnické farnosti.
Uměleckou vedoucí souboru byla Elena Strupková, dramaturgem divadla Jaroslav Someš. Soubor spolupracoval i s některými herci z jiných pražských profesionálních souborů. Divadelní soubor Petrklíč se ve svém repertoáru orientoval na základní mravní hodnoty evropského humanismu, zejména pak křesťanských základů. Představení byla určena především pro mladé diváky, pro rodiny s dětmi i pro školy, ale někdy také pro výhradně dospělé publikum. Uvedlo mj. hru o životě básníka a grafika Bohuslava Reynka. Na činnosti souboru se podílel také kytarista, zpěvák a skladatel Petr Traxler.

## Soubor Máj
Amatérský divadelní soubor Máj byl založen už v roce 1956 a až do konce 60. let působil v Divadle Máj na Korunní třídě v Praze na Vinohradech, pak byl dlouho bez domovské scény. Od 1998 soubor působil v rámci Domu dětí a mládeže v Karlíně, od roku 2004 v Divadle Na Cikorce v Modřanech a od roku 2009 nalezl soubor působiště v Divadle Miriam při kostele ve Strašnicích. Mimo to působí i na jiných pražských i mimopražských scénách.
V repertoáru souboru jsou jak pohádky pro děti, tak i představení pro dospělé diváky.
Soubor se také v roce 2023, po pětileté pauze, účastnil Celostátní přehlídky amatérského divadla Jiráskův Hronov s inscenací Mařka (režie Jaroslav Kodeš j.h.).